# Monalaria
Monalaria is een geslacht van uitgestorven weekdieren uit de klasse van de Gastropoda (slakken).

## Soorten
- Monalaria concinna (Suter, 1917) †
- Monalaria filata Marwick, 1960 †
- Monalaria gracilis Finlay & Marwick, 1937 †